# Psychotria tonkinensis
Psychotria tonkinensis är en måreväxtart som beskrevs av Charles-Joseph Marie Pitard. Psychotria tonkinensis ingår i släktet Psychotria och familjen måreväxter. Inga underarter finns listade i Catalogue of Life.